# Sparnon
Sparnon – osada w Anglii, w Kornwalii. Leży 10 km na południowy zachód od miasta Penzance i 420 km na południowy zachód od Londynu.